# Rosa 'Teasing Georgia'
'Teasing Georgia' ('AUSbaker' es el nombre del obtentor registrado), es un cultivar de rosa que fue conseguido en Reino Unido en 1998 por el rosalista británico David Austin.

## Descripción
'Teasing Georgia' es una rosa moderna cultivar del grupo « English Rose Collection ».
El cultivar procede del cruce de 'Charles Austin' x "no revelado".
Las formas arbustivas del cultivar tienen porte erguido que alcanza más de 105 cm de alto. Las hojas son de color verde oscuro semi brillante de tamaño medio, follaje coriáceo.
Sus delicadas flores de color amarillo, el sombreado de albaricoque, bordes de color amarillo claro. Fragancia moderada. El diámetro medio de 3,25". Rosa de mediana a grande muy completa (41 + pétalos), la flor sobre todo en solitario, forma de la flor en copa.
Florece de una forma prolífica, floración en oleadas a lo largo de la temporada.

## Origen
El cultivar fue desarrollado en Reino Unido por el prolífico rosalista británico David Austin en 1998. 'Teasing Georgia' es una rosa híbrida con ascendentes parentales de cruce de 'Charles Austin' x "no revelado".
El obtentor fue registrado bajo el nombre cultivar de 'AUSbaker' por David Austin en 1998 y se le dio el nombre comercial de exhibición 'Teasing Georgia'™.
También se le reconoce por los sinónimos de 'AUSbaker', 'P/27/88' y 'TG2476'.
- La rosa fue conseguida antes de 1988 e introducida en el Reino Unido por David Austin Roses Limited (UK) en 1998 como 'Teasing Georgia'.[1]
- La rosa 'Teasing Georgia' fue introducida en la Unión Europea con la patente "European Union - Patent No: 4930 on 20 Sep 1999/Application No: 19971389 on 28 Oct 1997".[1]
- La rosa 'Teasing Georgia' fue introducida en Australia con la patente "Australia - Application No: 2000/108 on 2000".[1]
- La rosa 'Teasing Georgia' fue introducida en Nueva Zelanda con la soliitud "Application for a PVR Grant for this rose was made March 30, 1999 (Aplication No. ROS706). The breeder's Reference for this rose is P/27/88".[1]
- Internal breeder code: P/27/88. No. 112 in the 1999 Monza Competition (Fuente: Roseto Niso Fumagalli.)

## Cultivo
Aunque las plantas están generalmente libres de enfermedades, es posible que sufran de punto negro en climas más húmedos o en situaciones donde la circulación de aire es limitada. Se desarrollan mejor a pleno sol. En América del Norte son capaces de ser cultivadas en USDA Hardiness Zones 6b a 9b. La resistencia y la popularidad de la variedad han visto generalizado su uso en cultivos en todo el mundo.
Puede ser utilizado para las flores cortadas, jardín o portador guía. Vigorosa. En la poda de Primavera es conveniente retirar las cañas viejas y madera muerta o enferma y recortar cañas que se cruzan. En climas más cálidos, recortar las cañas que quedan en alrededor de un tercio. En las zonas más frías, probablemente hay que podar un poco más que eso. Requiere protección contra la congelación de las heladas invernales.

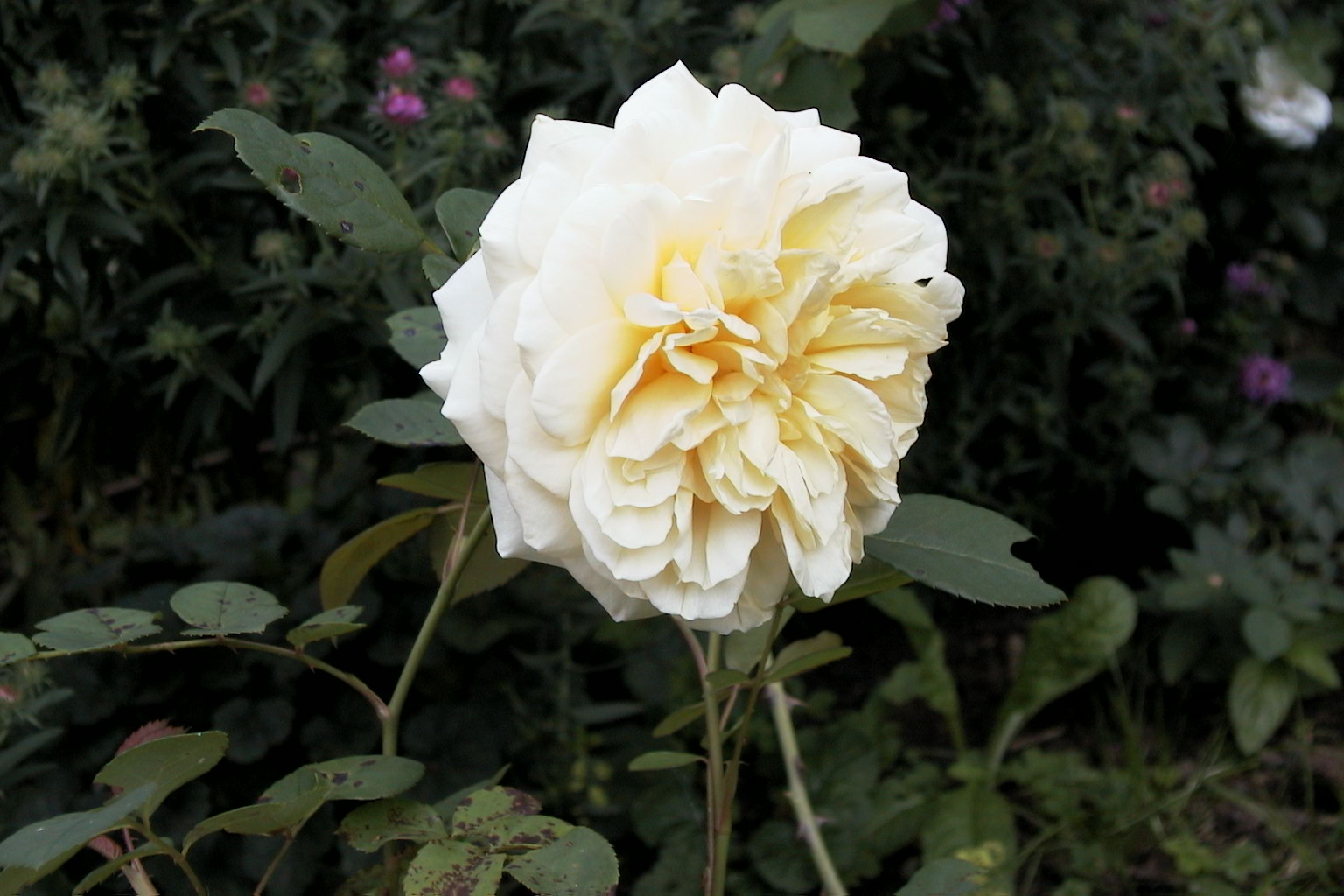
Rosa 'Teasing Georgia'